# Arcàngela Badosa i Cuatrecasas
Arcàngela Badosa i Cuatrecasas (Sant Joan les Fonts, 16 de juny de 1878 - Elda, 27 de novembre de 1918) fou una germana de la congregació de les Germanes de la Mare de Déu del Mont Carmel. Ha estat proclamada venerable per l'Església catòlica.

## Biografia
Carme Badosa i Cuatrecasas va néixer en 1878, tercera filla de vuit germans. Pere Badosa, camperol, i Teresa Cuatrecasas, els pares, eren molt devots i educaren cristianament tots els germans: a més de Carme, també foren religioses les seves germanes Paula i Mercè, carmelites, i els germans Fidel i Josep es van fer salesians. Quan Carme tenia deu anys, va morir el seu pare, i l'any següent va morir la mare; els set germans que sobreviuen, el major de tretze anys i el menor d'un, passen a la custòdia de la seva tia Joaquima i de Francesc Gelada, mecànic, matrimoni sense fills, també molt religiós.
Quan l'oncle morí, la família anà a Olot per trobar-hi feina. Arcàngela comença a treballar com a obrera als Tallers Vayreda, on fan talles religioses. De caràcter molt humil i bondadós, destacava per una profunda pietat i dedicació a la pregària, adquirint fama de santedat. Va fer-se terciària de l'Orde del Carme. Quan la seva tia va morir, Carme va ingressar a la congregació carmelitana de les Germanes de la Mare de Déu del Monte Carmel d'Oriola, on ja eren monges les seves germanes Paula i Mercè. Hi arribà el 31 de desembre de 1907 i un cop fet el noviciat, va prendre l'hàbit i el nom d'Arcàngela.
Fa els vots solemnes el 2 d'agost de 1909 i és destinada a Elda, on passarà la resta de la vida. En 1915 fa els vots perpetus. Arcàngela treballa un any al col·legi i després a l'hospital que regenten les germanes. Hi atendrà els malalts amb gran virtut i amor; se li encarregà dels malalts de tuberculosi. Amb el temps, s'encomanà de la malaltia, la qual cosa va assumir amb paciència i joia. Va morir, finalment, a Elda el 27 de novembre de 1918.

## Veneració
El procés de la causa de beatificació es va obrir a Roma el 18 de juny de 2003, i ha estat proclamada venerable el 8 de novembre de 2018.